# 天保 (北斉)
天保（てんほう）は、南北朝時代の北斉において、文宣帝の治世に使用された元号。550年5月 - 559年12月。

## 西暦・干支との対照表
| 天保 | 元年  | 2年   | 3年   | 4年   | 5年   | 6年   | 7年   | 8年   | 9年   | 10年  |
| 西暦 | 550年 | 551年 | 552年 | 553年 | 554年 | 555年 | 556年 | 557年 | 558年 | 559年 |
| 干支 | 庚午  | 辛未  | 壬申  | 癸酉  | 甲戌  | 乙亥  | 丙子  | 丁丑  | 戊寅  | 己卯  |